# Guadalupe González Ortiz
Guadalupe González Ortiz (Saltillo, 8 de noviembre de 1910 - 2007) fue una docente y política mexicana.
En 2003, fue galardonada con el Premio Josefa Ortiz de Domínguez, en reconocimiento a ser la primera mujer diputada del estado de Coahuila.

## Biografía
Guadalupe estudió para docente de primaria en la Escuela Normal de Coahuila de 1923 a 1928; posteriormente continuó sus estudios en la Escuela Normal Superior de Coahuila. Impartió clases en regiones rurales de  Oaxaca, Hidalgo y Guanajuato y Saltillo. Además, formó parte de las personas fundadoras de la Facultad de Trabajo Social y de la Preparatoria Nocturna en la Universidad Autónoma de Coahuila.
Fue invitada a trabajar en la Escuela Normal del estado, donde promovió que las estudiantes trabajaran diferentes comunidades rurales para que pudieran formarse una visión más completa de la tarea social que asumirían en el futuro.
Además de su trabajo en la educación, su vida en la política fue parte de un proceso de cambio en los roles femeninos de la época.
La profesora formó parte de la comisión que luchó por el derecho al voto femenino, un derecho que finalmente fue otorgado en 1953, durante la presidencia de Adolfo Ruiz Cortines. Fue la oradora principal en la reunión que se celebró en el Palacio de Bellas Artes, donde mujeres de todo el país se unieron para exigir este derecho.
Fue la primera síndica en el Ayuntamiento de Saltillo en el periodo de 1955 a 1957. En 1960, trabajó en la Federación de Organizaciones Populares como secretaria de acción femenil lo que la preparó para ser diputada local propietaria por el V distrito de Coahuila de 1961 a 1964, convirtiéndose en la primera mujer en el Congreso del Estado de Coahuila, después de 137 años de historia legislativa.

## Reconocimientos
- El Partido Revolucionario Institucional de Coahuila instauró la Presea Profesora Guadalupe González Ortiz, la cual se otorga a mujeres sobresalientes de la región por sus contribuciones a la democracia. [5]
- El Congreso del Estado de Coahuila colocó su nombre en letras doradas en el Muro de Honor del Salón de Sesiones[6]
- En la ciudad de Saltillo hay una biblioteca pública que lleva su nombre.[7]